# Eric Yuan

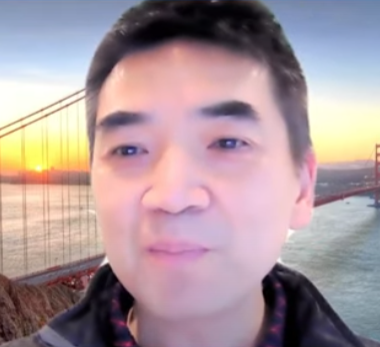
Eric Yuan

Eric Subrah Yuan (chinesisch: 袁征; Pinyin: Yuán Zhēng; * 1970 in Tai’an, Shandong) ist ein chinesisch-US-amerikanischer Unternehmer und der CEO und Gründer von Zoom Video Communications. Da er 22 % der Anteile an Zoom besitzt, betrug sein Vermögen im Juni 2020 10,9 Milliarden US-Dollar.

## Laufbahn
Yuan ist der Sohn eines Montanwissenschaftlers und wuchs in der chinesischen Provinz Shandong auf. Er erwarb einen Bachelor-Abschluss in angewandter Mathematik an der Shandong University of Science and Technology und einen Master-Abschluss in Bergbautechnik an der China University of Mining and Technology. Als Student im ersten Studienjahr 1987 wurde er dazu inspiriert, Videotelefonie-Software zu entwickeln, da er mit seiner weit entfernt lebenden Freundin kommunizieren wollte. Nach seinem Abschluss arbeitete er für mehrere Jahre in Japan und wanderte 1997 in die Vereinigten Staaten aus. Damals sprach Yuan nur sehr wenig Englisch und musste sich neunmal für ein Visum für die Vereinigten Staaten bewerben.
Nach seiner Ankunft in den USA wechselte Yuan zu WebEx, einem Startup-Unternehmen für Videokonferenzen. Das Unternehmen wurde 2007 von Cisco Systems übernommen; zu diesem Zeitpunkt wurde er Vice President of Engineering. 2011 schlug Yuan dem Cisco-Management ein neues, Smartphone-freundliches Videokonferenzsystem vor. Als die Idee abgelehnt wurde, verließ Yuan Cisco, um sein eigenes Unternehmen mit dem Namen Zoom Video Communications zu gründen. Durch den Börsengang von Zoom im Jahre 2019 wurde Yuan zum Milliardär.
Durch die Corona-Pandemie wurden weltweit Millionen von Menschen gezwungen, im Homeoffice zu arbeiten, wodurch die Dienste seines Unternehmens stark nachgefragt wurden. Dadurch stieg die Aktie von Zoom Video Communications von 50 US-$ Anfang Dezember 2019 bis auf fast 500 US-$ im Oktober 2020. Entsprechend stark stieg auch sein persönliches Vermögen.
2025 wurde Yuan zum Mitglied der National Academy of Engineering gewählt.

## Privatleben
Yuan ist verheiratet und Vater von drei Kindern. Mit seiner Familie lebt er in Santa Clara (Kalifornien).